# Orangenkirsche
Die Orangenkirsche (Idesia polycarpa) ist die einzige Pflanzenart der monotypischen Gattung Idesia aus der Familie der Weidengewächse (Salicaceae). Die Gattung Idesia wurde der ehemaligen Familie der Flacourtiaceae zugeordnet. Der Gattungsname Idesia ehrt den holländisch-dänischen Reisenden und Diplomaten Eberhart Ides (1657–1708).
Ihr natürliches Verbreitungsgebiet ist Ost-Asien in China, Japan, Korea und Taiwan. In Europa wird diese Art gelegentlich als Ziergehölz gepflanzt.

## Beschreibung

### Vegetative Merkmale
Bei Idesia polycarpa handelt es sich um einen sommergrünen Baum, der eine Wuchshöhe zwischen 8 und 21 Meter erreicht. Die Borke ist relativ glatt bis leicht rissig und gräulich sowie öfters mit einigen Lentizellen. 
Die wechselständig angeordneten, herzförmigen und langstieligen, schwach bis leicht haarigen, leicht ledrigen Laubblätter sind zwischen 6 und 20 cm lang und 4 und 20 cm breit. Die meist mehr oder weniger herzförmigen Blätter sind unterseits „bereift“ und fahl grün. Sie befinden sich an einem teils rötlichen, leicht haarigen und 2 bis 20 cm langen Blattstiel mit Nektardrüsen. Der Blattrand ist meist feiner bis gröber gesägt oder gekerbt bis ganz und die Spitze ist meist spitz bis zugespitzt, seltener stumpf. Die Nebenblätter sind klein und abfallend.

### Generative Merkmale
Idesia polycarpa ist zweihäusig getrenntgeschlechtig (diözisch) – d. h., es gibt männliche und weibliche Individuen. In 13 bis 30 cm langen, mehr oder weniger behaarten und hängenden, lockeren, rispigen Blütenständen stehen die kleinen, gelb-grünlichen, duftenden und gestielten Blüten. Am leicht haarigen Blütenstiel sind kleine, meist abfallende Tragblätter vorhanden. Die funktionell eingeschlechtlichen Blüten sind mit einfacher Blütenhülle, die Kronblätter fehlen. Es sind meist fünf (seltener vier bis sieben) petaloide und außen und teils innen feinhaarige, grüne bis gelbe Kelchblätter vorhanden. Die etwas größeren männlichen Blüten enthalten viele freie Staubblätter, mit am Grund haarigen Staubfäden und es kann ein reduzierter Pistillode vorhanden sein. Die weiblichen Blüten enthalten einen oberständigen, kugeligen, einkammerigen und grünen, kahlen Fruchtknoten mit meist fünf (selten vier bis sechs) am Grund verwachsenen Griffeln mit kopfigen Narben und viele kleine Staminodien. Es sind bei den Blüten jeweils kleine, rundliche Nektardrüsen vorhanden. Die Blütezeit liegt im Frühjahr. 
Es werden orange bis rötliche, glatte und mehrsamige Beeren, mit Durchmessern von 6 bis 10 mm mit an der Spitze einer kleinen, beigen Griffelnarbe gebildet. Sie können über den Winter bis weit in das nächste Frühjahr am Baum verbleiben (Wintersteher). Die dunkelbraunen, eiförmigen bis rundlichen Samen sind bis 2 mm groß.
Die Beeren sind sowohl roh als auch gekocht essbar und haben einen würzig-bitteren Geschmack.

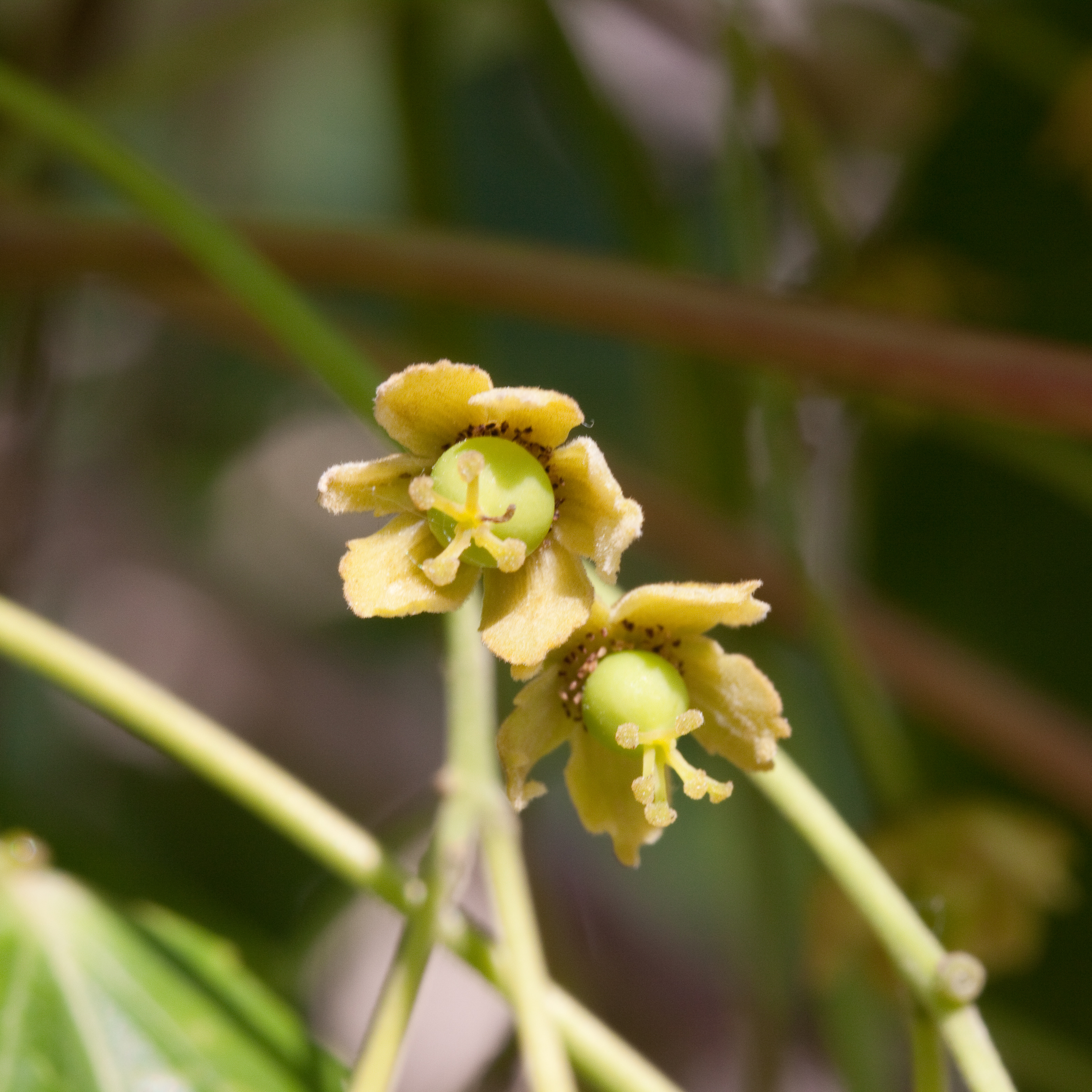
Weibliche Blüte von Idesia polycarpa
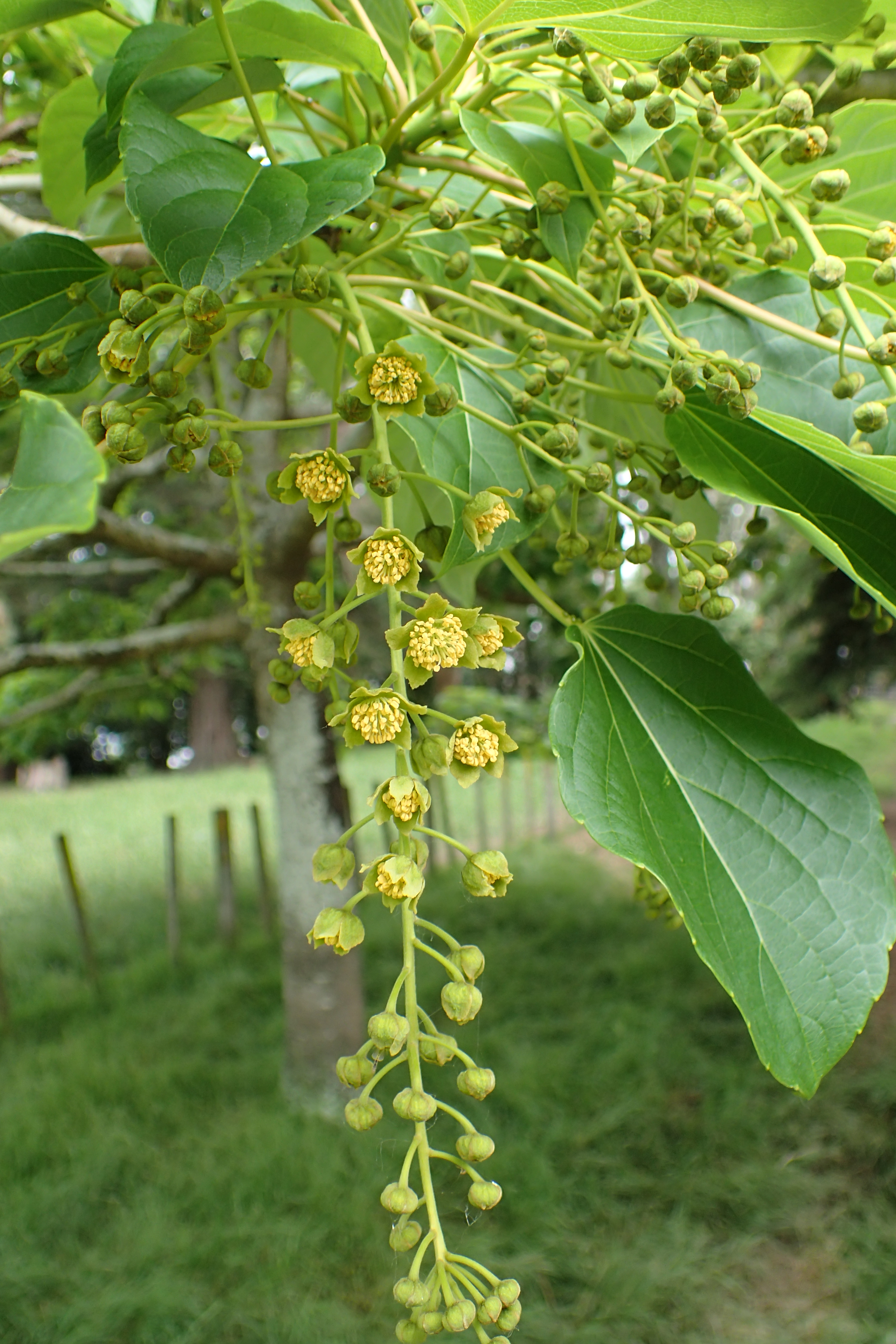
Männliche Blütenstände und Blätter von Idesia polycarpa
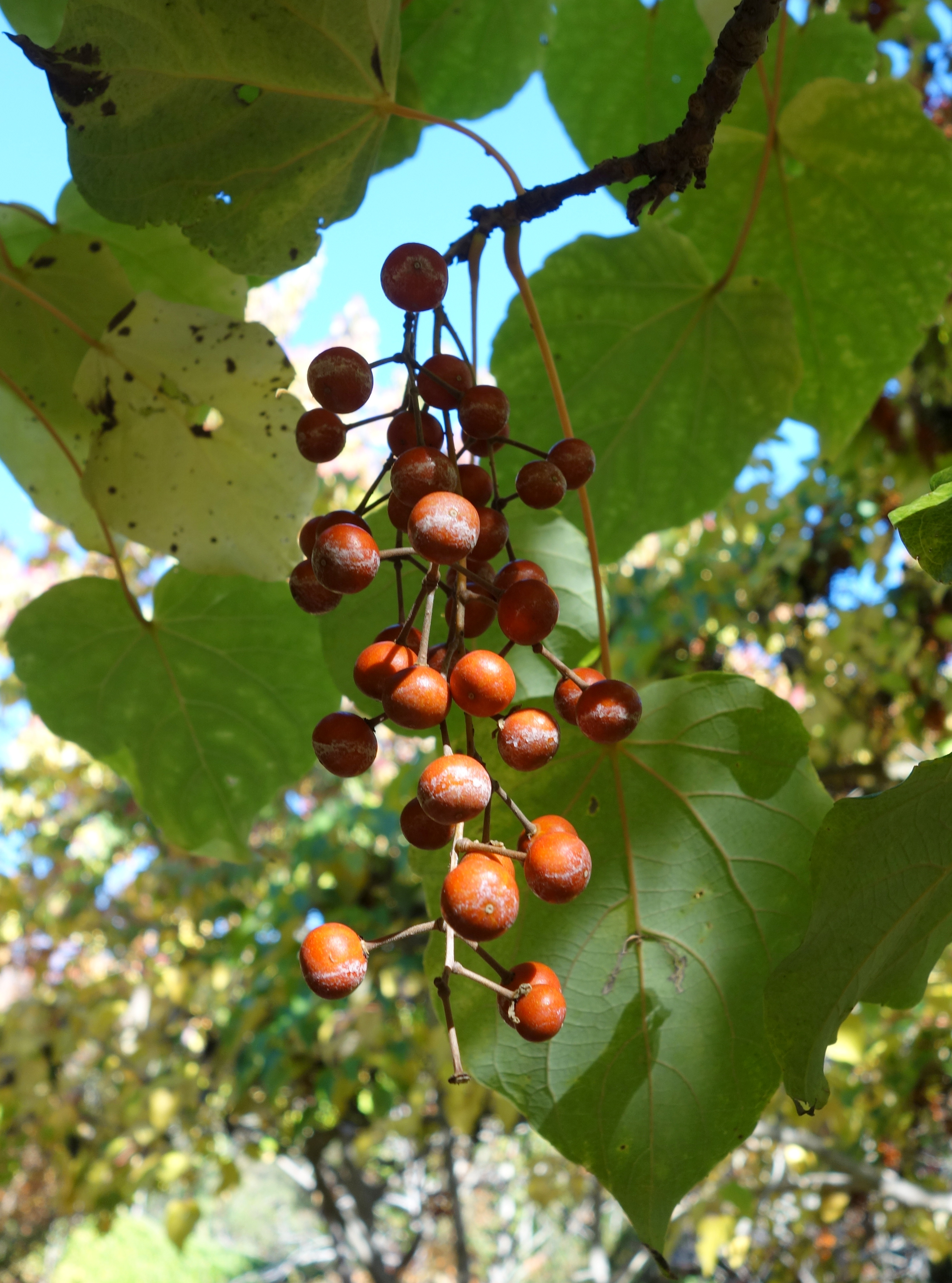
Früchte